# Главы Астрахани
В данной статье приведён список глав города Астрахани.

## Первые секретари Астраханского горкома КПСС
- Ушеренко, Абрам Борисович июль 1935 — март 1937
- Блохин, Николай Константинович 1961—1963
- Копылов, Михаил Васильевич
- Селин, Николай Прокопьевич 1963—1974

## Председатели Астраханского горисполкома
- Макеев, Михаил Кириллович 1942 — 1946
- Лебедков, Григорий Дмитриевич 1946 — 1948
- Пузанов, Николай Иосифович 1948 — 1953

## После 1991
- Безрукавников, Игорь Александрович 1996  —  2000(первый срок)

3 декабря 2000  —  2004(второй срок)
- Боженов, Сергей Анатольевич 18 декабря 2004 — 4 декабря 2011
- Столяров, Михаил Николаевич 20 декабря 2011 года — 22 ноября 2013
- Симеонова, Елена Ивановна 18 февраля 2015 — 5 октября 2015
- Губанова, Алёна Вячеславовна 5 октября 2015 — 30 сентября 2020
- Пермякова, Мария Николаевна 30 сентября 2020 — 28 апреля 2022
- Полумордвинов, Олег Анатольевич 10 июня 2022 — 14 июня 2024
- Редькин, Игорь Анатольевич 29 октября 2024 — по н.в.